# Red (álbum de Datarock)
É o segundo álbum da banda norueguesa Datarock lançado em 2009.
| Críticas profissionais                                                      | Críticas profissionais |
| Avaliações da crítica                                                       | Avaliações da crítica  |
| Fonte                                                                       | Avaliação              |
| --------------------------------------------------------------------------- | ---------------------- |
| Clash                                                                       | [ 1 ]                  |
| Esta tabela precisa de ser acompanhada por texto em prosa. Consulte o guia. |                        |

## Canções
1. "The Blog" (3:11)
2. "Give It Up" (2:47)
3. "True Stories" (2:49)
4. "Dance!" (3:38)
5. "Molly" (3:20)
6. "Do It Your Way" (1:47)
7. "In the Red" (3:34)
8. "Fear of Death" (2:15)
9. "Amarillion" (4:20)
10. "The Pretender" (3:08)
11. "Back in the Seventies" (3:00)
12. "Not Me" (3:46)
13. "New Days Dawn" (3:08)